# Institut de France

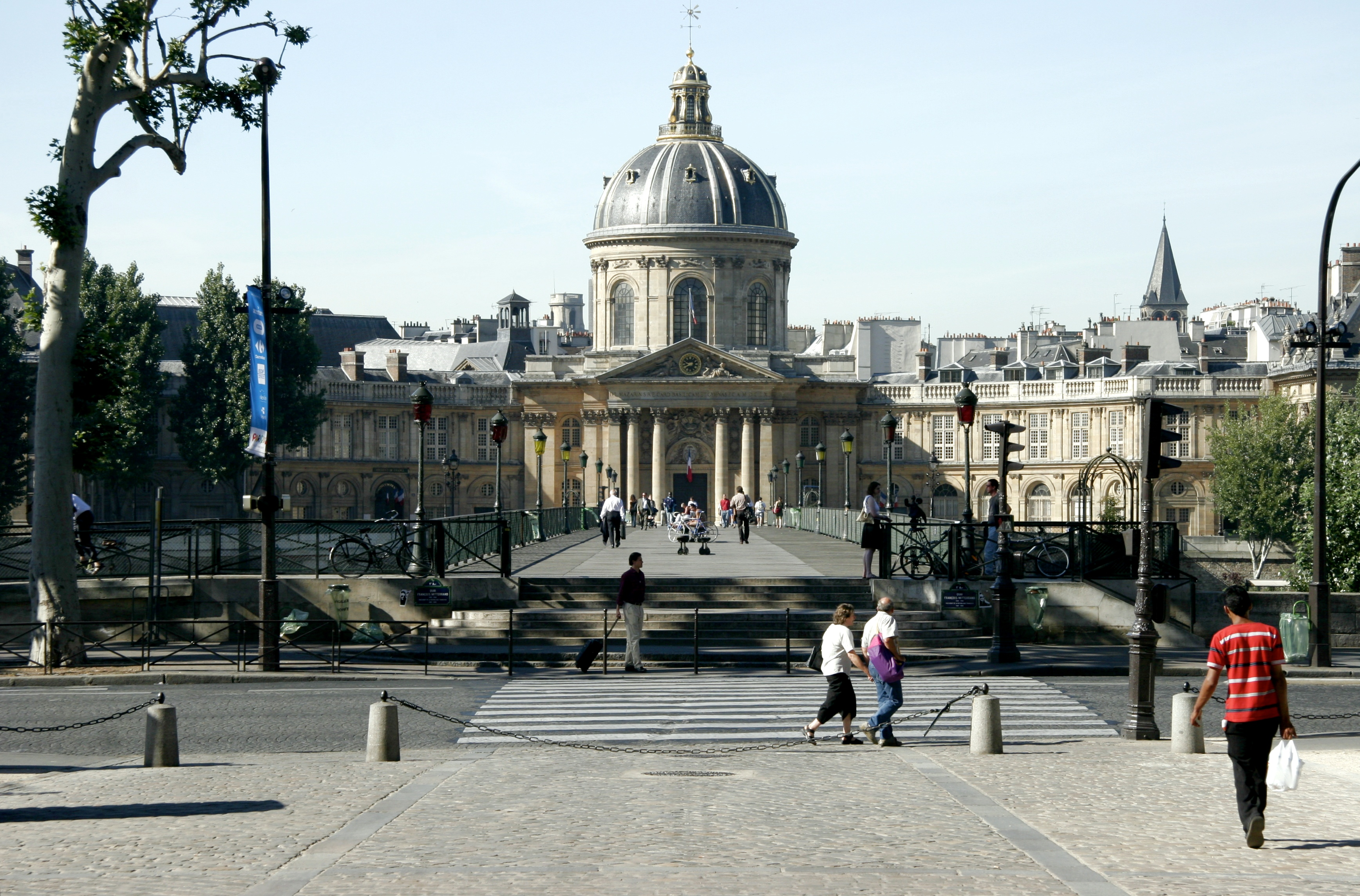
Budova Francouzského institutu

Institut de France [enstity d'fráns] je francouzská akademická instituce založená 25. října 1795 sídlící v Paříži na nábřeží Quai Malaquais v 6. obvodu v Collège des Quatre-Nations. Institut sdružuje pět akademií. Instituce byla založena bývalými členy zednářské lóže „Devět sester“ (Les Neuf Sœurs).

## Akademie
- Francouzská akademie (Académie française), založena 1635
- Akademie písemností a krásné literatury (Académie des inscriptions et belles-lettres), založena 1663
- Francouzská akademie věd (Académie des sciences), založena 1666
- Akademie umění (Académie des beaux-arts), založena 1816 – vznikla splynutím tří starších uměleckých akademií: Akademie malířství a sochařství (Académie de peinture et de sculpture založené 1648), Akademie hudby (Académie de musique založené 1669) a Akademie architektury (Académie d'architecture založené 1671).
- Akademie etických a politických věd (Académie des sciences morales et politiques), založena 1795 (zrušena 1803 a obnovena 1832)

## Knihovny

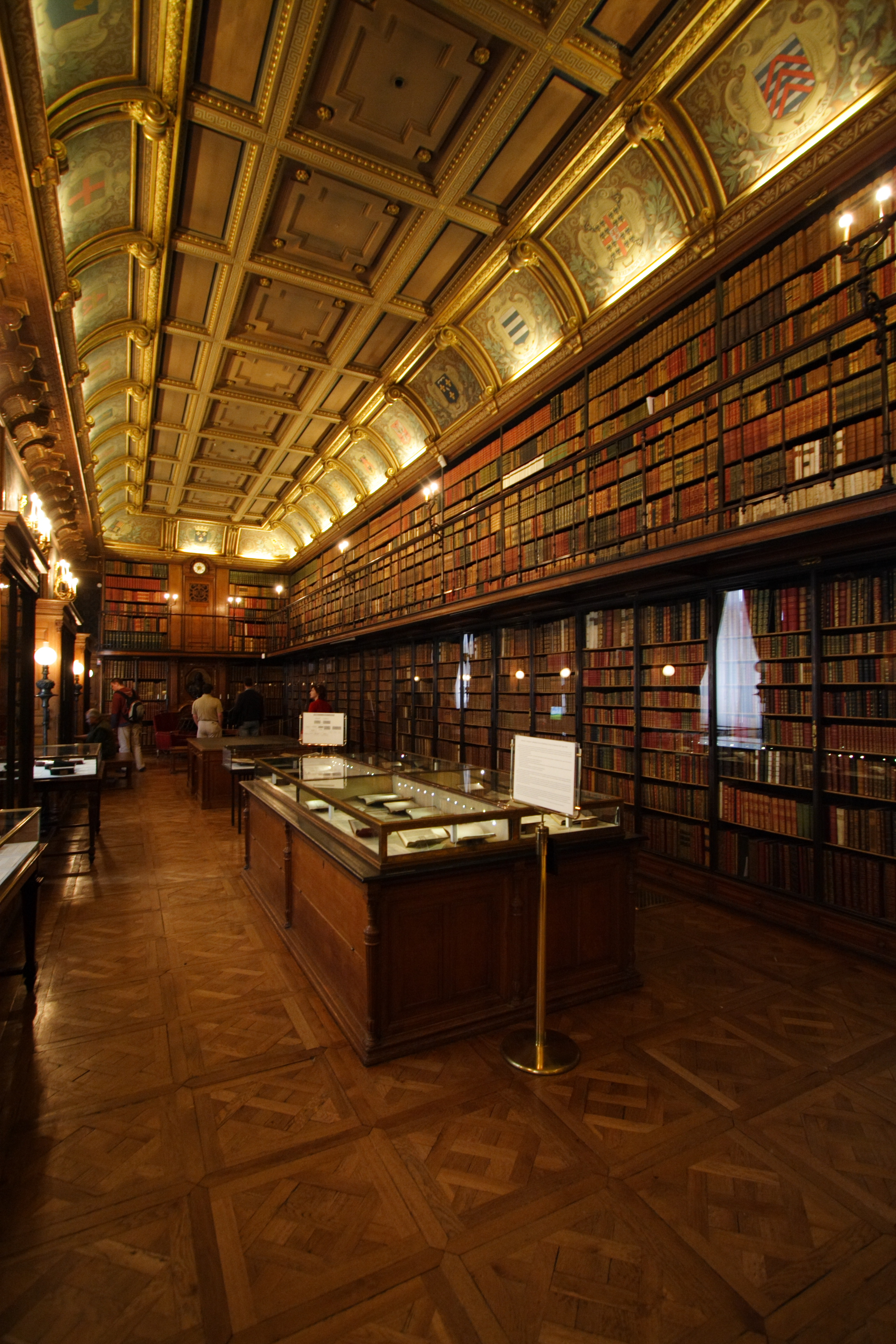
Knihovna na zámku Chantilly

Pod Institut spadají čtyři knihovny.
- Knihovna Institutu
- Thiersova knihovna
- Mazarinova knihovna
- Knihovna muzea Condé v Chantilly

## Nobelovy ceny
Do současné doby získalo Nobelovu cenu 28 členů Institutu.
- Literatura
  - Sully Prudhomme (1901), člen Francouzské akademie od 8. prosince 1881
  - Anatole France (1921), člen Francouzské akademie od 16. ledna 1896
  - Henri Bergson (1929), člen Academie des Sciences morales et politiques (sekce filozofie) od 14. prosince 1901, a člen Francouzské akademie od 12. února 1914
  - François Mauriac (1952), člen Francouzské akademie od roku 1933
- Fyziologie a medicína
  - Charles Louis Alphonse Laveran (1907), člen Akademie věd (sekce medicína a chirurgie) od 20. května 1901
  - Alexis Carrel, 1912
  - Charles Richet, 1913
  - Charles Niccole, 1928
  - François Jacob, 1965
  - André Lwoff, 1965
  - Jean Dausset, 1980
- Chemie
  - Henri Moissan
  - Victor Grignard
  - Paul Sabatier
  - Frédéric Joliot-Curie
  - Jean-Marie Lehn
- Ekonomie
  - Maurice Allais
- Cena za mír
  - Léon Bourgeois
  - René Cassin
- Fyzika
  - Henri Becquerel
  - Pierre Curie
  - Gabriel Lippman
  - Jean Baptiste Perrin
  - Louis de Broglie
  - Alfred Kastler
  - Louis Néel
  - Pierre Gilles de Gennes
  - Georges Charpak